# Apostilla
L'apostilla (originariamente dal latino post illa, cioè "dopo quelle [parole del testo]" - vedi "ab ante", "da prima" - poi passata al francese apostille) è una certificazione che convalida, con pieno valore giuridico, sul piano internazionale l'autenticità di qualsivoglia atto pubblico, e in particolare di un atto notarile, o documento amministrativo.
Tale istituto giuridico è previsto dagli stati che hanno sottoscritto la Convenzione dell'Aia del 5 ottobre 1961, assicurandone la piena convalida.

## Caratteristiche
In particolare, l'apostilla è un'annotazione da parte di una autorità, identificata dalla legge di attuazione della convenzione, sull'originale del certificato, rilasciato dalle autorità competenti del Paese interessato.

Essa sostituisce, quindi, in toto la legalizzazione del documento effettuata nei modi usuali attraverso l'ambasciata o il consolato dello Stato in cui verrà utilizzato, avendo piena validità in tutti i numerosi Paesi sottoscrittori della Convenzione dell'Aia del 5 ottobre 1961, e deve essere apposta da una della Autorità identificate nella Convenzione stessa.
Ne discende che, se una persona ha bisogno di far valere in Italia un certificato di nascita e vive in un Paese che ha aderito alla Convenzione dell'Aia del 5 ottobre 1961, non ha bisogno di recarsi presso l'ambasciata italiana e chiedere la legalizzazione, ma può recarsi presso l'autorità interna di quello Stato per ottenere l'annotazione dell'apostilla sul certificato.
Quindi quel documento, anche se redatto nella lingua di un diverso Paese, deve essere ritenuto valido dalla legge italiana, essendo sufficiente la traduzione giurata in italiano per farlo valere di fronte alle autorità italiane. La Convenzione riguarda, specificamente, l'abolizione della legalizzazione di atti pubblici stranieri, tra cui rientrano i documenti amministrativi rilasciati da un'autorità o da un funzionario dipendente da un'amministrazione dello Stato, compreso il Pubblico Ministero, il cancelliere o l'ufficiale giudiziario, nonché gli atti notarili.
La gamma di documenti legalizzati mediante apostilla, da parte delle autorità interne dello Stato di provenienza, può riguardare anche i rapporti giuridici familiari o di parentela, le dichiarazioni ufficiali indicanti una registrazione, un visto di data certa, un'autenticazione di firma, apposti su un atto privato. Tuttavia, non possono essere certificati tramite apostilla i documenti amministrativi che si riferiscono a un'operazione commerciale o doganale, nonché i documenti redatti da un agente diplomatico o consolare.

## Diffusione nel mondo
Solo taluni Paesi richiedono, difatti, ancora la legalizzazione del documento da parte del loro consolato nel Paese d'origine, tra cui: Canada, Repubblica Ceca, quasi tutti gli stati africani (esclusi Sudafrica e un paio di altri stati) e la maggior parte degli stati dell'Asia (esclusi India, Giappone, alcune repubbliche ex sovietiche e la Mongolia).
A seguito dell'espandersi della globalizzazione del XXI secolo, molti Paesi di principale interesse sotto il profilo migratorio, hanno in corso trattative con l'Unione europea per aderire alla Convenzione sulla validazione per apostilla, che potrà contribuire alla semplificazione della vita dei loro cittadini.

## Paesi sottoscrittori
Tra i Paesi che hanno ratificato la Convenzione dell'Aia del 5 ottobre 1961 - cui si rinvia, per l'individuazione delle autorità competenti in ciascun Paese per l'apposizione dell'apostilla – figurano:
| Albania                   | 9 maggio 2004     |                                                | |  |  |
| Andorra                   | 31 dicembre 1996  |                                                | |  |  |
| Antigua e Barbuda         | 1º novembre 1981  |                                                | |  |  |
| Argentina                 | 18 febbraio 1988  |                                                | |  |  |
| Armenia                   | 14 ottobre 1994   |                                                | |  |  |
| Australia                 | 16 marzo 1995     |                                                | |  |  |
| Austria                   | 13 gennaio 1968   |                                                | |  |  |
| Azerbaigian               | 2 marzo 2005      | Germania                                       | |  |  |
| Bahamas                   | 10 luglio 1973    |                                                | |  |  |
| Bahrein                   | 31 dicembre 2013  |                                                | |  |  |
| Barbados                  | 30 novembre 1966  |                                                | |  |  |
| Bielorussia               | 31 maggio 1992    |                                                | |  |  |
| Belgio                    | 9 febbraio 1973   |                                                | |  |  |
| Belize                    | 11 aprile 1993    |                                                | |  |  |
| Bolivia                   | 6 settembre 2017  |                                                | |  |  |
| Bosnia ed Erzegovina      | 6 marzo 1992      |                                                | |  |  |
| Botswana                  | 30 settembre 1966 |                                                | |  |  |
| Brasile                   | 14 agosto 2016    |                                                | |  |  |
| Brunei                    | 3 dicembre 1987   |                                                | |  |  |
| Bulgaria                  | 29 aprile 2001    |                                                | |  |  |
| Burundi                   | 13 febbraio 2015  |                                                | |  |  |
| Capo Verde                | 13 febbraio 2010  |                                                | |  |  |
| Cile                      | 30 agosto 2016    |                                                | |  |  |
| Colombia                  | 30 gennaio 2001   |                                                | |  |  |
| Isole Cook                | 30 aprile 2005    |                                                | |  |  |
| Costa Rica                | 14 dicembre 2011  |                                                | |  |  |
| Croazia                   | 8 dicembre 1991   |                                                | |  |  |
| Cipro                     | 30 aprile 1973    |                                                | |  |  |
| Repubblica Ceca           | 16 marzo 1999     |                                                | |  |  |
| Danimarca                 | 26 dicembre 2006  |                                                | non applicabile in Groenlandia e Isole Faroe |  |  |
| Dominica                  | 3 novembre 1978   |                                                | |  |  |
| Repubblica Dominicana     | 30 agosto 2009    | Austria, Belgio, Germania, e Paesi Bassi       | |  |  |
| Ecuador                   | 2 aprile 2005     |                                                | |  |  |
| El Salvador               | 31 maggio 1996    |                                                | |  |  |
| Estonia                   | 30 settembre 2001 |                                                | |  |  |
| Figi                      | 10 ottobre 1970   |                                                | |  |  |
| Finlandia                 | 26 agosto 1986    |                                                | |  |  |
| Francia                   | 24 gennaio 1965   |                                                | |  |  |
| Georgia                   | 14 maggio 2007    | Grecia                                         | |  |  |
| Germania                  | 13 febbraio 1966  | India                                          | |  |  |
| Grecia                    | 18 maggio 1985    |                                                | |  |  |
| Grenada                   | 7 aprile 2002     |                                                | |  |  |
| Honduras                  | 30 dicembre 2004  |                                                | |  |  |
| Hong Kong                 | 25 aprile 1965    |                                                | La convenzione è ancora valida nonostante il trasferimento della sovranità dal Regno Unito alla Repubblica Popolare Cinese del 1º luglio 1997.  |  |  |
| Ungheria                  | 18 gennaio 1973   |                                                | |  |  |
| Islanda                   | 27 novembre 2004  |                                                | |  |  |
| India                     | 14 luglio 2005    | Germania                                       | |  |  |
| Irlanda                   | 9 marzo 1999      |                                                | |  |  |
| Israele                   | 14 agosto 1978    |                                                | |  |  |
| Italia                    | 11 febbraio 1978  |                                                | |  |  |
| Giappone                  | 27 luglio 1970    |                                                | |  |  |
| Kazakistan                | 30 gennaio 2001   |                                                | |  |  |
| Kosovo                    | 6 novembre 2015   |                                                | |  |  |
| Kirghizistan              | 31 luglio 2011    | Austria, Belgio, Germania, e Grecia            | |  |  |
| Lettonia                  | 30 gennaio 1996   |                                                | |  |  |
| Lesotho                   | 4 dicembre 1966   |                                                | |  |  |
| Liberia                   | 8 febbraio 1996   | Belgio, Germania, e USA                        | |  |  |
| Liechtenstein             | 17 settembre 1972 |                                                | |  |  |
| Lituania                  | 19 luglio 1997    |                                                | |  |  |
| Lussemburgo               | 3 giugno 1979     |                                                | |  |  |
| Macao                     | 4 febbraio 1969   |                                                | La convenzione è ancora valida nonostante il trasferimento della sovranità dal Portogallo alla Repubblica Popolare Cinese del 20 dicembre 1999. |  |  |
| Macedonia                 | 17 novembre 1991  |                                                | |  |  |
| Malawi                    | 2 dicembre 1967   |                                                | |  |  |
| Malta                     | 3 marzo 1968      |                                                | |  |  |
| Marocco                   | 14 agosto 2016    |                                                | |  |  |
| Isole Marshall            | 14 agosto 1992    |                                                | |  |  |
| Mauritius                 | 12 marzo 1968     |                                                | |  |  |
| Messico                   | 14 agosto 1995    |                                                | |  |  |
| Moldavia                  | 16 marzo 2007     | Germania                                       | |  |  |
| Monaco                    | 31 dicembre 2002  |                                                | |  |  |
| Mongolia                  | 31 dicembre 2009  | Austria, Belgio, Finlandia, Germania, e Grecia | |  |  |
| Montenegro                | 3 giugno 2006     |                                                | |  |  |
| Namibia                   | 30 gennaio 2001   |                                                | |  |  |
| Regno dei Paesi Bassi     | 8 ottobre 1965    |                                                | include Aruba, Curaçao, Paesi Bassi, e Sint Maarten                                                                                             |  |  |
| Nuova Zelanda             | 22 novembre 2001  |                                                | |  |  |
| Nicaragua                 | 14 maggio 2013    |                                                | |  |  |
| Niue                      | 2 marzo 1999      |                                                | |  |  |
| Norvegia                  | 29 luglio 1983    |                                                | |  |  |
| Oman                      | 30 gennaio 2012   |                                                | |  |  |
| Panama                    | 4 agosto 1991     |                                                | |  |  |
| Paraguay                  | 30 agosto 2014    |                                                | |  |  |
| Perù                      | 30 settembre 2010 | Grecia                                         | |  |  |
| Polonia                   | 14 agosto 2005    |                                                | |  |  |
| Portogallo                | 4 febbraio 1969   |                                                | |  |  |
| Romania                   | 13 marzo 2001     |                                                | |  |  |
| Russia                    | 31 maggio 1992    |                                                | |  |  |
| Saint Kitts e Nevis       | 14 dicembre 1994  |                                                | |  |  |
| Saint Lucia               | 31 luglio 2002    |                                                | |  |  |
| Saint Vincent e Grenadine | 27 ottobre 1979   |                                                | |  |  |
| Samoa                     | 13 settembre 1999 |                                                | |  |  |
| San Marino                | 13 febbraio 1995  |                                                | |  |  |
| São Tomé e Príncipe       | 13 settembre 2008 |                                                | |  |  |
| Serbia                    | 27 aprile 1992    |                                                | |  |  |
| Seychelles                | 31 marzo 1979     |                                                | |  |  |
| Slovacchia                | 18 febbraio 2002  |                                                | |  |  |
| Slovenia                  | 25 giugno 1991    |                                                | |  |  |
| Sudafrica                 | 30 aprile 1995    |                                                | |  |  |
| Spagna                    | 25 settembre 1978 |                                                | |  |  |
| Suriname                  | 25 novembre 1975  |                                                | |  |  |
| Svezia                    | 1º maggio 1999    |                                                | |  |  |
| Svizzera                  | 11 marzo 1973     |                                                | |  |  |
| Swaziland                 | 6 settembre 1968  |                                                | |  |  |
| Tagikistan                | 31 ottobre 2015   |                                                | |  |  |
| Tonga                     | 4 giugno 1970     |                                                | |  |  |
| Trinidad e Tobago         | 14 luglio 2000    |                                                | |  |  |
| Turchia                   | 29 settembre 1985 |                                                | |  |  |
| Ucraina                   | 22 dicembre 2003  |                                                | |  |  |
| Regno Unito               | 24 gennaio 1965   |                                                | include le Dipendenze della Corona Britannica e i Territori Britannici d'Oltremare                                                              |  |  |
| Stati Uniti d'America     | 15 ottobre 1981   |                                                | |  |  |
| Uruguay                   | 14 ottobre 2012   |                                                | |  |  |
| Uzbekistan                | 15 aprile 2012    | Austria, Belgio, Germania, e Grecia            | |  |  |
| Vanuatu                   | 30 luglio 1980    |                                                | |  |  |
| Venezuela                 | 16 marzo 1999     |                                                | |  |  |

Il Ruanda ha aderito alla Convenzione dell'Aia del 5 ottobre 1961 sull'abolizione della legalizzazione di atti pubblici stranieri (nota come Convenzione sull'Apostille). L'adesione è stata formalizzata il 6 ottobre 2023 e la convenzione è entrata in vigore per il Ruanda il 5 giugno 2024.  A partire da questa data, il Ruanda ha iniziato a emettere e ad accettare apostille per i documenti pubblici, semplificando così il processo di legalizzazione per l'uso internazionale
Va ricordato, peraltro, come tra la Repubblica italiana e taluni Stati esteri - Belgio, Francia, Irlanda, Danimarca, Estonia e Lettonia - non è più necessaria alcuna forma di legalizzazione dei documenti in base alla Convenzione di Bruxelles del 25 maggio 1987.